# The Star Beast
"The Star Beast" (→별의 야수, 디플 부제: 스타 비스트)은 영국의 SF 드라마 《닥터 후》 60주년 스페셜의 첫번째 에피소드이다. 영국에서는 2023년 11월 25일에 BBC One과 BBC iPlayer에서, 해외에서는 동시각 (한국 기준 11월 26일)에 디즈니 플러스를 통해 공개되었다. 각본은 러셀 T 데이비스, 감독은 레이첼 탈랄레이가 맡았다.
이번 에피소드는 10대 닥터 역의 데이비드 테넌트가 2010년 "The End of Time" 방영 이래 13년 만에 14대 닥터 역으로, 캐서린 테이트가 10대 닥터의 동행자였던 도나 노블 역으로 재등장하는 에피소드이다. 2005년부터 2010년까지 각본과 총괄프로듀서를 맡은 러셀 T 데이비스 역시 이번 에피소드부터 크리스 칩널의 후임으로 총괄프로듀서를, 줄리 가드너와 필 콜린슨도 프로듀서를 다시 맡게 되었다.
에피소드의 줄거리는 과거의 모습을 다시 취한 14대 닥터가 기억을 지워 닥터가 누군지 모르는 도나 노블과 운명적인 재회를 하면서 벌어지는 이야기를 담고 있다. 4대 닥터 시절 코믹스판에서 등장했던 빕 더 밉과 라스 전사들이 처음으로 드라마 본편에 출연하였으며, 해당 만화 연재작을 원작으로 삼고 큰 줄거리 흐름을 따라가고 있다.

## 줄거리
오프닝에 앞서 시청자의 이해를 돕기 위해 14대 닥터와 도나 노블이 등장해 각자 자신의 지난 이야기를 들려주는 것으로 시작된다. 닥터는 자신이 왜 과거의 옛 모습을 다시 취하게 되었는지, 도나는 누군가와 함께 했던 기억이 어째서 사라졌는지 의문을 품는다.
런던 밤거리에 타디스를 내리고 등장한 닥터는 길거리를 여유롭게 다니다 자신을 알아보지 못하는 도나 노블과 마주쳐 버린다. 도나 노블은 숀 템플과 결혼한 이후 로즈 노블 (Rose Noble)이라는 트랜스젠더 딸을 두었는데, 로즈가 운영하는 온라인 인형샵의 짐을 옮기던 길이었다. 지난번 헤어질 때 건넸던 복권이 당첨되어 거액의 상금을 얻었으나, 무슨 이유에선지 집 하나를 마련한 걸 빼곤 자선 단체에 전부 기부해 버려 빠듯하게 살아가는 도나였다.
한편 런던 상공에 불에 탄 우주선이 추락하고, 도나를 제외한 모든 사람들이 목격한다. 조사에 나선 닥터는 UNIT 소속 과학자 셜리 앤 빙엄 (Shirley Anne Bingham)을 만난다. 어째서 열번째 모습과 닮았느냐는 셜리의 말에 닥터는 이것이 어떻게든 도나와 운명적으로 연결되어 있기 때문이라고 짐작한다. 우주선이 추락한 제철소로 향한 빙엄은 UNIT 대원들을 계단 위로 올려보내 진입 조사를 명하는데, 그 우주선에서 신비로운 푸른 빛이 나와 대원들을 모조리 세뇌시켜 버린다. 한편, 로즈는 밉 (Meep, 미프)이란 이름의 동그란 털복숭이 외계인을 만난다. 로즈는 자신의 창고로 밉을 데려가 숨겨 준다. 밉은 털가죽을 얻기 위해 자기 종족을 말살한 라스 전사들로부터 도망치고 있는 신세라고 털어놓는다.
집에 도착한 도나는 밉을 보고 이게 뭐냐며 경악하고, 도나 엄마 실비아 노블 역시 사건의 흔적을 따라온 닥터를 보고 경악한다. 도나의 기억이 살아나는 일이 없도록 실비아가 닥터를 막아세우면서 한바탕 소동이 벌어진다. 숀 템플이 집에 오면서 상황이 진정되고 닥터는 밉의 사연을 알게 된다. 그것도 잠시, 세뇌된 UNIT 대원과 라스 전사들이 도나네 집 주변에 나타나 밉을 차지하기 위한 전투를 벌이기 시작하고, 닥터는 소닉 스크류드라이버로 음파 방어막을 만들어 밉과 도나네 가족을 데리고 현장을 탈출해 차에 올라탄다. 그러면서 라스 전사들이 쏜 총이 사실은 UNIT 병사들을 기절만 시키고 있고, 차에 맞아도 멀쩡하다는 것을 알아챈다. 지하 주차장에 도착한 닥터는 그림자 선언에 의거해 라스와 밉 간의 모의 재판을 시작한다. 라스 전사들은 밉의 고향 행성이 항성의 영향을 받아 종족 전체가 잔인한 성격으로 돌변하였으며 우주를 지배하러 나섰다고 털어놓는다. 여기에 밉은 그 종족의 마지막 생존자라는 사실, 그리고 본인들은 밉을 체포하러 온 형사라는 사실을 밝힌다. 이 말을 들은 밉은 그간의 귀여운 모습을 버리고 간악한 본색을 드러냄과 동시에 UNIT 세뇌한 전사들을 시켜 라스 전사들을 죽여버린다.
밉의 인질이 된 닥터와 도나 가족은 우주선이 있는 제철소로 향한다. 트럭 안에서 도나는 자신이 복권 당첨금을 기부한 건 세상에 도움이 필요한 사람들을 구하고 싶었기 때문이라며 닥터의 영향이 있었음을 암시한다. 밉은 새로운 군대와 함께 런던을 불태우는 대가로 우주선을 띄워 지구를 떠날 작정이었다. 그 때 셜리가 나타나 닥터 일행을 구해내고, 닥터와 도나는 밉의 우주선 속으로 들어가 이륙을 저지시키기로 한다. 그러나 밉이 내부 관제실에 벽을 내려 도나와 닥터를 둘로 갈라놓고, 반쪽뿐인 관제실에서 닥터 혼자서 막을 수 없게 되었다. 닥터는 도나의 두뇌에 내재된 타임로드의 정신을 되살려 또 하나의 닥터가 된다면 상황을 해결할 수 있지만 대신 얼마 못 가 죽어버리는 '메타 크라이시스'의 위험성에 괴로워하자, 도나는 사랑하는 딸을 비롯해 사람들을 구하기 위해서라면 목숨을 내놓을 수 있다고 결심한다. 결국 닥터는 도나에게 자신에 대한 기억을 띄워 타임로드의 지식을 되살리고, 도나는 짧은 시간 동안 닥터와 환상의 호흡을 맞추며 우주선의 이륙을 저지시키고는 쓰러진다. 런던이 불에 탈 위기에서 벗어났지만, 닥터는 살인 정복자 밉의 지구 탈출은 막지 못한다.
그런데 그 다음 순간, 도나처럼 타임로드 지식을 띄운 로즈가 나서 관제장치를 조종해 밉을 추락시켜 버리고, 죽은 줄 알았던 도나도 깨어난다. 사실은 로즈가 태어나면서 도나에게 있던 메타 크라이시스를 절반 나눠 물려받았고, 도나의 메타 크라이시스는 인간의 몸이라도 감당할 수 있게 되었다. 또한 로즈는 닥터에 관한 기억을 물려받은 영향으로 이름도 로즈 타일러에서 따오고, 타디스를 닮은 창고를 만드는가 하면, 닥터가 마주했던 외계인들을 인형으로 만들어 팔았던 것이었다. 밉은 복수를 다짐한 채 라스들에게 체포되고, 도나와 로즈는 몸 속에 남은 메타 크라이시스를 흘려보낸다. 이후 윌프레드 모트를 만나러 가자는 생각으로 타디스에 올라탄 닥터와 도나는 말끔해진 내부와 콘솔에 감탄한다. 닥터의 권유로 콘솔에 새로 생긴 커피메이커를 테스트해 보던 도나가 실수로 커피잔을 콘솔 중앙에 쏟아버리자 불길이 치솟아 오르고, 타디스는 닥터도 모를 시공간 그 어딘가 먼 곳으로 이동하기 시작한다.